# آلبرتو آروالو
آلبرتو آروالو (اسپانیایی: Alberto Arévalo‎؛ زادهٔ ۸ فوریهٔ ۱۹۹۵) شیرجه‌رو اهل اسپانیا است.